# V393 Carinae
V393 Carinae (HD 66260 / 2MASS J07590267-6135009) es una estrella variable en la constelación de Carina a 652 años luz del sistema solar y dentro del perímetro de la Vía Láctea. La estrella es una gigante luminosa y brillante con un rango espectral que varía entre A5 y F0. Se describe que su espectro tiene un continuo no fotosférico con líneas de absorción de silicio, lo que indica una gran pérdida de masa por parte de la estrella.

## Variabilidad
V393 Carinae es una estrella δ Scuti con una magnitud visual de 7,45, una variación de magnitud de 0,2 y un período de 0,1413 d, o 3 horas y 23 minutos aproximadamente. Estudios posteriores han sugerido la existencia de un segundo período, pero su duración hasta ahora no hay sido medida.

## Compañero subestelar
Recientemente se informó sobre la posible detección un compañero subestelar alrededor de la estrella. Es muy probable que se trate de una enana roja joven con una masa mínima de 100 MJ de tipo espectral M6V.
| Acompañante (En orden desde la estrella) | Masa (MJ)   | Período orbital (días) | Semieje mayor (UA) | Excentricidad |
| ---------------------------------------- | ----------- | ---------------------- | ------------------ | ------------- |
| V393 Carinae b                           | 102.0 ± 5.3 | 724.7 ± 2.0            | 2.029 ± 0.2        | 0.000         |